# Ilusión comparativa
En lingüística, las ilusiones comparativas u oraciones de Escher son ciertas oraciones comparativas que inicialmente parecen ser aceptables, pero después de una inspección más cercana no tienen un significado sensible y bien formado. La típica frase de ejemplo utilizada para tipificar este fenómeno es Más gente ha estado en Rusia que yo. El efecto también se ha observado en otros idiomas. Algunos estudios han sugerido que, al menos en inglés, el efecto es más fuerte para oraciones cuyo predicado es repetible. También se ha encontrado que el efecto es más fuerte en algunos casos cuando hay un sujeto plural en la segunda cláusula.

## Descripción general de la agramaticalidad
Las oraciones de Escher son agramaticales porque un sujeto de cláusula matriz como más personas está haciendo una comparación entre dos conjuntos de individuos, pero no existe tal conjunto de individuos en la segunda cláusula. Para que la oración sea gramatical, el sujeto de la segunda cláusula debe ser un plural simple, es decir, sin determinante. Los lingüistas han señalado que es "sorprendente" que, a pesar de que la gramática de estas oraciones posiblemente no tenga una interpretación significativa, las personas a menudo informan que suenan aceptables, y que es "notable" que las personas rara vez notan cualquier error.

## Historia

Escaleras de Penrose. Como este objeto se examina siguiendo sus superficies, la revaluación debe hacerse con mucha frecuencia.

La disertación de 1984 del Instituto de Tecnología de Massachusetts de Mario Montalbetti ha sido acreditada como la primera en notar este tipo de oraciones; en su prólogo reconoce a Hermann Schultze "por pronunciar la oración agramatical más sorprendente que jamás haya escuchado: Más gente ha estado en Berlín que yo", aunque la disertación en sí misma no discute tal oraciones. Thomas Bever y sus colegas discutieron brevemente ejemplos paralelos con Rusia en lugar de Berlín en el trabajo psicolingüístico en las décadas de 1990 y 2000.
Geoffrey K. Pullum escribió sobre este fenómeno en una publicación de 2004 en el blog colaborativo Language Log después de que Jim McCloskey le llamara la atención. En una publicación al día siguiente, Mark Liberman dio el nombre de "oraciones de Escher" a tales oraciones en referencia a la litografía de 1960 de M. C. Escher Ascending and Descending, que incluye una escalera de Penrose. Mark escribió:

Todos estos estímulos [es decir, estas oraciones, las escaleras de Penrose y el tono de Shepard] involucran señales locales familiares y coherentes cuya integración global es contradictoria o imposible. Estos estímulos también parecen estar bien en ausencia de escrutinio. La captación casual e irreflexiva no tiene ningún problema real con ellos; debes prestar atención y pensar un poco en ellos antes de darte cuenta de que algo anda muy mal.

Aunque raras, las atestaciones reales de esta construcción han aparecido en el habla natural. Language Log ha señalado ejemplos como:
1. En Michigan y Minnesota, más personas encontraron negativos los anuncios de Bush que los de Kerry.[9]
2. Con él respirando sobre mi nuca, aún podía concentrarme en lo que estaba haciendo... Más personas lo han analizado que yo, pero es una buena noción que Tiger estaba cerca del líder y lo superé.[10]
3. Admito que más personas han ido a Irak que yo, así que no lo sé todo.[6]

Otro ejemplo es el siguiente tuit de Dan Rather: "Creo que hay más candidatos en el escenario que hablan español con más fluidez que nuestro presidente habla inglés."

## Investigación
Los experimentos sobre la aceptabilidad de oraciones de ilusión comparativa han encontrado resultados que son "altamente variables tanto dentro como entre estudios". La investigación sistemática se ha centrado principalmente en el inglés, aunque el neurolingüista Ken Ramshøj Christensen de la Universidad de Aarhus ha realizado varios experimentos sobre ilusiones comparativas en danés. 

### Significados percibidos
Cuando se les preguntó a los hablantes de danés (da) y sueco (sv) qué significa (1), sus respuestas cayeron en una de las siguientes categorías:

(1) Flere folk har været i Paris end jeg har.
Más gente ha estado en París que yo he estado.

a. Algunas personas han ido a París [excepto yo]. (da: 28.9%; sv: 12.0%)
b. Más gente ha ido a París [que solamente yo]. (da: 21.1%; sv: 28.0%)
c. Algunas personas han ido a París [más a menudo que yo]. (da: 15.8%; sv: 4.0%)
d. Más personas and ido a París [de las que tengo]. (da: 13.2%; sv: 16.0%)
e. Otro (p. ej. repetir la frase original). (da: 13.2%; sv: 12.0%)
f. No tiene sentido. (da: 7.9%; sv: 28.0%)

La paráfrasis (d) es de hecho la única interpretación posible de (1); esto es posible debido a la ambigüedad léxica de har  "tener" entre un verbo auxiliar y un verbo léxico tal como el inglés have; sin embargo, la mayoría de los participantes (da: 78,9%; sv: 56%) dieron una paráfrasis que no se deriva de la gramática. Otro estudio en el que los participantes daneses tuvieron que elegir entre un conjunto de paráfrasis, decir que significaba otra cosa o decir que no tenía sentido, descubrió que las personas seleccionaron "No tiene sentido" para ilusiones comparativas el 63% de las veces, y seleccionaron que significaba algo el 37% de las veces.

### Elipsis
El primer estudio que examina qué afecta la aceptabilidad de estas sentencias se presentó en la Conferencia de CUNY de 2004 sobre procesamiento de sentencias humanas. Scott Fults y Collin Phillips encontraron que las oraciones de Escher con elipsis (a) eran más aceptables que las mismas oraciones sin elipsis (b).

a. Más personas han ido a Rusia que yo.
b. Más personas han ido a Rusia que yo he ido a Rusia.

Las respuestas a este estudio señalaron que solo comparaba material elidido con nada, y que incluso en comparaciones gramaticales, se prefiere la elipsis de frases repetidas. Para controlar la incomodidad de los predicados idénticos, Alexis Wellwood y sus colegas compararon ilusiones comparativas con elipsis con aquellas con un predicado diferente.

a. Más chicas comieron Pizza que el chico / {comió yogur}

Descubrieron que tanto las oraciones de tipo ilusión comparativa (IC) como las de control eran ligeramente más aceptables con elipsis, lo que los llevó a rechazar la hipótesis de que las elipsis eran responsables de la aceptabilidad de los IC. Más bien, es posible que las personas prefieran oraciones más cortas en general. La disertación de la Universidad Estatal de Michigan de Patrick Kelley encontró resultados similares.

### Repetibilidad
Alexis Wellwood y sus colegas han descubierto en experimentos que la ilusión de gramaticalidad es mayor cuando el predicado de la oración es repetible.  Por ejemplo, se encuentra experimentalmente que (a) es más aceptable que (b).

a. Más estudiantes universitarios llaman a sus familias durante la semana que yo.
b. Más neoyorquinos comenzaron la escuela de leyes este semestre que yo. El comparativo debe estar en la posición de sujeto para que funcione la ilusión; oraciones como (a) que también tienen elipsis de sintagmas verbales se consideran inaceptables sin ninguna ilusión de aceptabilidad:
a. *Más personas han ido a más países que yo Rusia.

Un estudio piloto de Iria de Dios-Flores también encontró que la repetibilidad del predicado tenía un efecto sobre la aceptabilidad de las IC en inglés. Sin embargo, el estudio de Christensen sobre ilusiones comparativas en danés no encontró una diferencia significativa en la aceptabilidad de oraciones con predicados repetibles (a) y aquellas sin ellos (b).

(a) Flere mænd har spist kød end kvinder har ifølge rapporten.
'Más hombres han comido carne que lo han hecho las mujeres según el reporte.'

(b) Flere drenge har mistet hørelsen end piger har i Danmark.
'Más chicos han perdido la audición que lo han hecho las chicas en Dinamarca.'

### Elección del cuantificador
La ambigüedad léxica del cuantificador inglés more ha llevado a una hipótesis según la cual la aceptabilidad de los IC se debe a que las personas reinterpretan un more "comparativo" como un more "aditivo". Como fewer no tiene tal ambigüedad, Wellwood y sus colegas probaron para ver si había alguna diferencia en los juicios de aceptabilidad dependiendo de si las oraciones usaban fewer o more. En general, su estudio encontró una aceptabilidad significativamente mayor para las oraciones con more que con fewer, pero la diferencia no afectó de manera desproporcionada a las oraciones de ilusión comparativas en comparación con los controles.
Christensen no encontró diferencias significativas en la aceptabilidad de los IC daneses con flere ("más") en comparación con aquellos con færre ("menos").

### Elección del sujeto
Los experimentos también han investigado los efectos que tienen diferentes tipos de sujetos en la cláusula than sobre la aceptabilidad de los IC. Wellwood y sus colegas descubrieron  las oraciones con el pronombre I (yo) en primera persona del singular eran más aceptables que aquellas con el pronombre él en tercera persona del singular, aunque señalan que esto podría deberse a efectos del discurso y a la falta de un antecedente previo para él. No encontraron diferencias significativas entre las oraciones con un pronombre de tercera persona singular (él) y aquellas con una descripción definida singular (el niño). No hubo diferencia en el número para el sujeto pronominal de primera persona ( o versus nosotros), pero las descripciones definidas en plural (los niños) fueron significativamente más aceptables que las descripciones definidas en singular (el niño). Christensen descubrió que los sujetos plurales (kvinder "mujeres") en la cláusula than condujo a índices de aceptabilidad significativamente más altos que los sujetos singulares (frisøren "el estilista").
De Dios-Flores examinó si había un efecto dependiendo de si el sujeto de la cláusula than podía ser o no un subconjunto del tema de la matriz como en (a) en comparación con aquellos en los que no podía deberse a una falta de coincidencia de género como en (b). No se encontraron diferencias significativas.

a. Más estudiantes de doctorado se presentaron en conferencias que ella.
b. Más oficiales de policía mujeres visitaron la sede que él.

### Otros factores gramaticales
En un estudio de hablantes de danés, las IC con adverbios oracionales preposicionales como om aftenen "por la noche" resultaron ser menos aceptables que aquellas que no los tenían.
Los comparativos en búlgaro pueden tener opcionalmente el operador de grado колкото (kolkoto, "que-tanto como"); Las oraciones con este morfema (a) se consideran inmediatamente inaceptables, pero aquellas sin él (b) producen la misma ilusión de aceptabilidad.

(a) Повече хора са били в Русия от-колкото аз.
"Más gente ha ido a Rusia que yo."

(b) Повече хора са били в Русия от мен.
"Más gente ha ido a Rusia que yo."

### Neurolingüística
Un estudio de neuroimagen de hablantes de danés encontró menos activación en la circunvolución frontal inferior izquierda, la corteza premotora izquierda (BA 4, 6) y la corteza temporal posterior izquierda (BA 21, 22) cuando se procesan IC como (a) que cuando se procesan comparaciones clausales gramaticales como (b). Christensen ha sugerido que esto muestra que las IC son fáciles de procesar pero, como no tienen sentido, el procesamiento es "superficial". Los niveles bajos de activación de LIFG también sugieren que las personas no perciben las IC como semánticamente anómalos.

(a) Flere mænd har boet i telt end Marie.
"Más gente ha vivido en una tienda de campaña que María."

(b) Flere mænd har boet i telt end på hotel.
"Más gente ha vivido en una tienda de campaña que en un hotel."

## Explicaciones
Townsend y Bever han postulado que las oraciones de Escher se perciben como aceptables porque son una aparente combinación de dos plantillas gramaticales.

a. Más gente ha ido a Rusia que yo... (podría creer).
b. gente ha ido a Rusia [más] que yo...
Wellwood y sus colegas han señalado en respuesta que la posibilidad de que cada cláusula sea gramatical en una oración diferente (a, b) no garantiza que una combinación (c) sea aceptable.

a. María es demasiado alta para subirse a esta atracción.
b. María se ha subido en alguna atracción tantas veces como Guillermo lo ha hecho.
c. *María es demasiado alta como Guillermo lo ha hecho.
Wellwood y sus colegas también interpretan que la teoría de Townsend y Bever requiere un elemento léxico compartido en cada plantilla. Si esta versión es correcta, predicen que (c) sería visto como menos aceptable debido a la falta de gramaticalidad de (b):

a. Menos gente ha ido a Rusia de lo que yo hubiera pensado.
b. *La gente ha ido a Rusia menos que yo.
c. ?Menos gente ha ido a Rusia que yo. 
Wellwood y sus colegas, basándose en sus resultados experimentales, rechazaron la hipótesis de Townsend y Bever y, en cambio, apoyaron su hipótesis de comparación de eventos, que afirma que las ilusiones comparativas se deben a que los hablantes reinterpretan estas oraciones como si estuvieran discutiendo una comparación de eventos.

## Construcciones similares
El término "ilusión comparativa" se ha utilizado a veces como un término general que también abarca frases de "carga de profundidad" tales como "Ninguna lesión en la cabeza es demasiado trivial para ser ignorada". Este ejemplo, discutido por primera vez por Peter Cathcart Wason y Shuli Reich en 1979, muy a menudo se percibe inicialmente como si tuviera el significado "Ninguna lesión en la cabeza debe ignorarse, incluso si es trivial", aunque, tras una cuidadosa consideración, la oración en realidad dice "Se deben ignorar todas las lesiones en la cabeza, incluso las más triviales". Los autores ilustran su punto comparando la frase con "Ningún misil es demasiado pequeño para ser prohibido".
Phillips y sus colegas han discutido otras ilusiones gramaticales con respecto a elementos de atracción gramatical, caso en alemán, vinculación gramatical y polaridad negativa; Los hablantes inicialmente encuentran aceptables tales oraciones, pero luego se dan cuenta de que no son gramaticales. También se ha comparado con la "ilusión de VP faltante".